# Duca di Marlborough
Duca di Marlborough (Duke of Marlborough) è un titolo ereditario della nobiltà britannica nella Parìa inglese. Il primo a fregiarsi di questo titolo fu il famoso condottiero e politico John Churchill, I duca di Marlborough (1650-1722). Il riferimento generico a “Duca di Marlborough” nei testi storici riguarda quasi sempre lui.
Il nome deriva dalla località di Marlborough, nella contea dello Wiltshire.

## Storia

### Conte di Marlborough

#### Prima creazione (1626)
Titoli sussidiari: Baronetto (1618) e Barone Ley (1624)
- James Ley, I conte di Marlborough (1552-1629)
- Henry Ley, II conte di Marlborough (1595-1638)
- James Ley, III conte di Marlborough (1618-1665)
- William Ley, IV conte di Marlborough (1612-1679)

#### Seconda creazione (1689)
- John Churchill, I conte di Marlborough (1650-1722), divenne duca di Marlborough nel 1702

### Duca di Marlborough (1702)

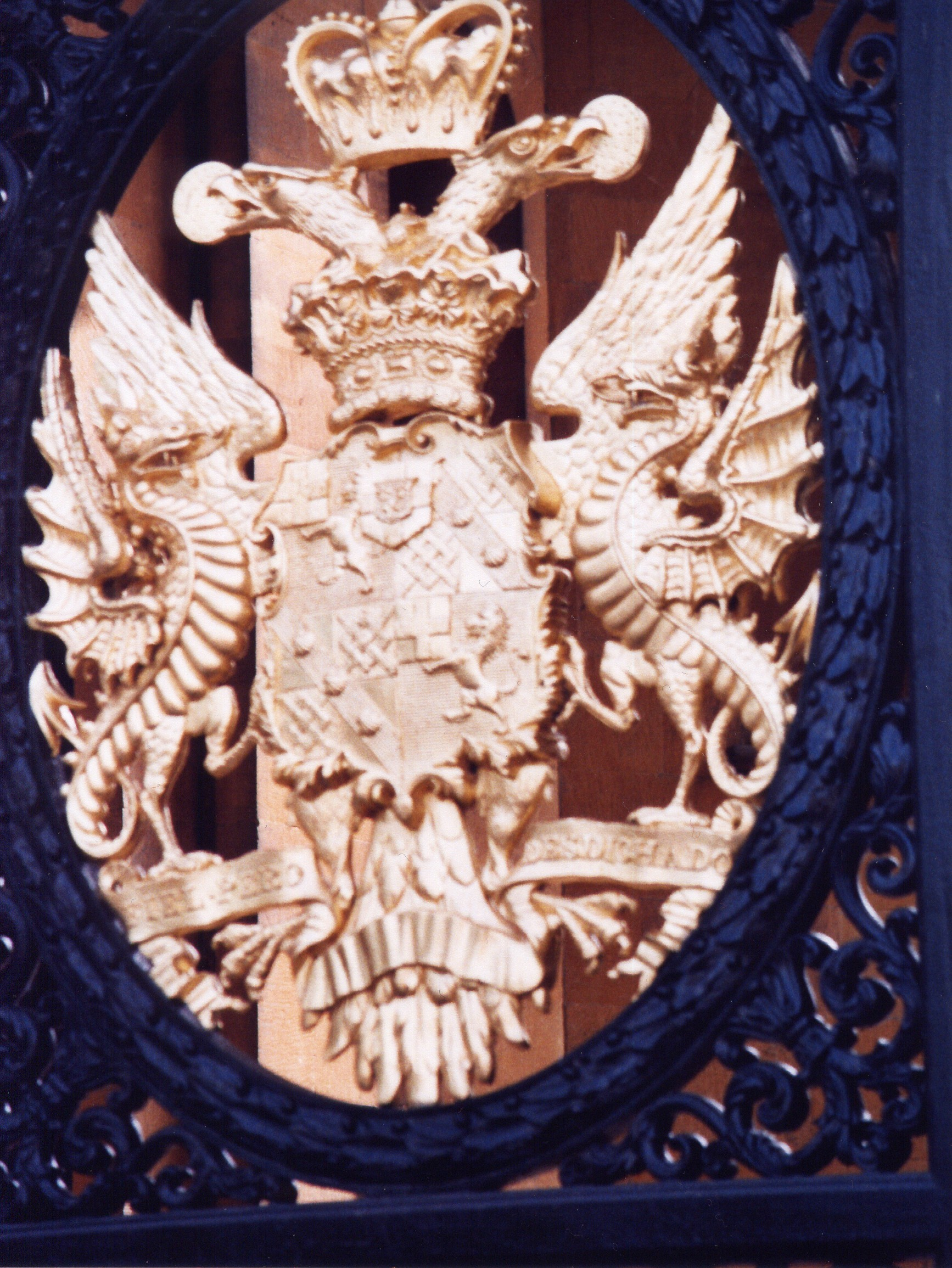
Stemma dei Churchill come Duchi di Marlborough sul cancello di Blenheim Palace. Da notare, in alto, la corona di Principe del Sacro Romano Impero

Il Ducato fu creato nel 1702 dalla regina Anna; John Churchill, la cui consorte era una favorita della Regina, era stato precedentemente nominato Lord Churchill of Eyemouth, nella Parìa di Scozia (1682), titolo che si estinse alla sua morte, e Conte di Marlborough (1689) da re Guglielmo III. Anna onorò poi ancora Churchill dopo la sua vittoria del 13 agosto 1704 a Blenheim sul Danubio contro i franco bavaresi condotti dal Duca di Tallard e dal principe elettore Massimiliano II Emanuele di Baviera nel corso della guerra di successione spagnola, concedendogli una dimora reale a Woodstock e facendo costruire per lui a proprie spese il palazzo denominato Blenheim Palace. Il palazzo rimase da allora la sede dei Duchi di Marlborough.

Il primo Duca di Marlborough ebbe anche onori e titoli imperiali: l'imperatore Giuseppe I lo nominò Principe del Sacro Romano Impero nel 1704 e nel 1705 fu nominato Principe Imperiale di Mindelheim. Mindelheim dovette comunque essere da lui ceduta nel 1714 alla Baviera a seguito del Trattato di Utrecht. In ogni caso i suoi titoli imperiali si estinsero con la sua morte e non passarono ai discendenti.

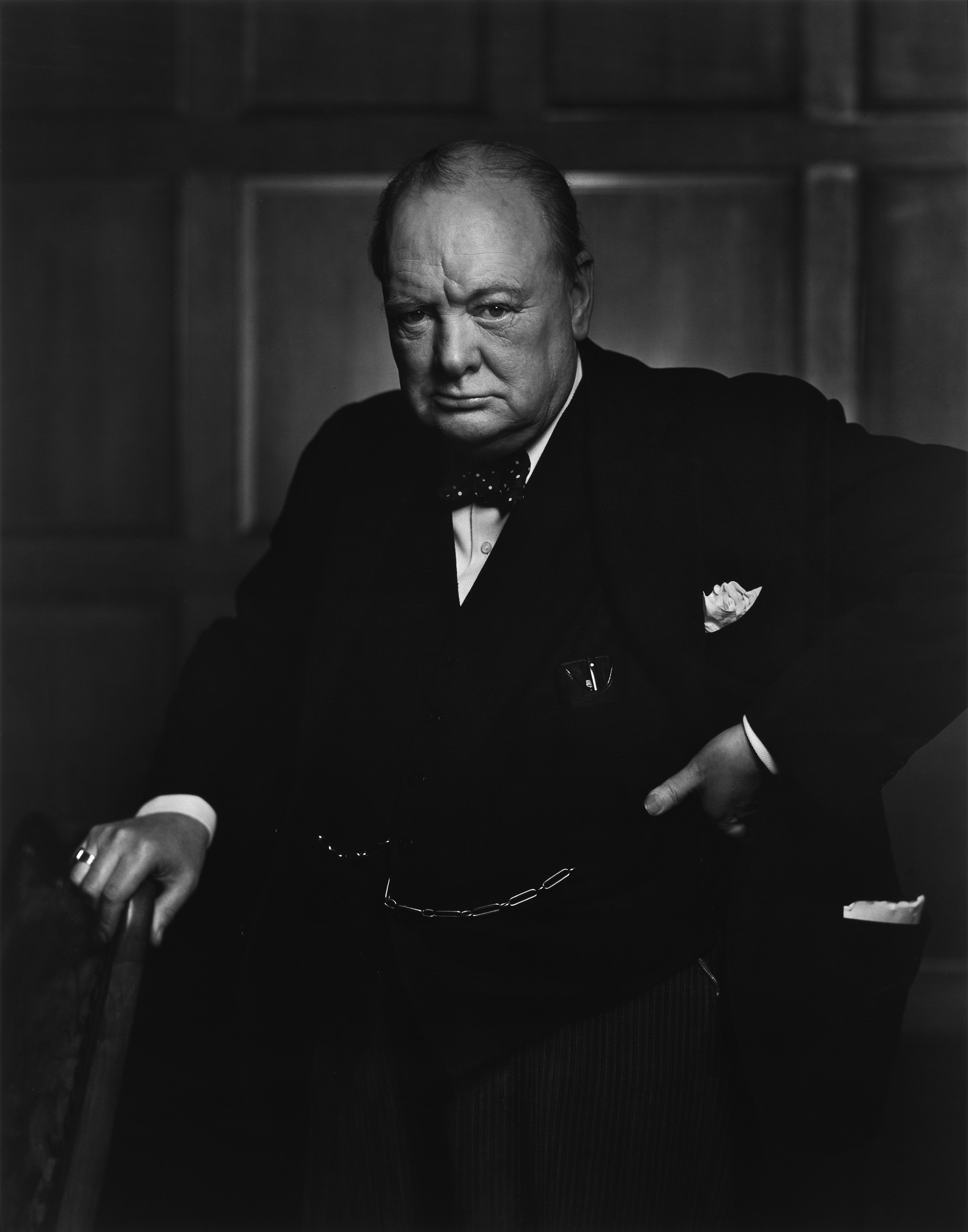
Sir Winston Churchill fotografato in Canada nel dicembre 1941 da Yousuf Karsh.

Il Duca di Marlborough ebbe anche altri titoli supplementari: Marchese di Blandford (creato nel 1702), Conte di Sunderland (1643), Conte di Marlborough (1689), Barone Spencer di Wormleighton (1603), Barone Churchill di Eyemouth (1682) e Barone Churchill di Sandridge (1685) (tutti inclusi nella Parìa inglese).
Gli ultimi Duchi di Marlborough discendono dal I Duca di Marlborough ma non in linea maschile. Dato a che quest'ultimo non sopravvissero discendenti in linea maschile, con una apposita legge del Parlamento fu consentito il passaggio dei titoli alla sua prima figlia Enrichetta (1681-1733) suo jure ed il titolo si trasferì, dopo il suo decesso al nipote, figlio della sorella minore Lady Anne Churchill (1683-1716) e di Charles Spencer, III conte di Sunderland (1674-1722), Charles Spencer (1706-1758). Egli divenne così il III Duca di Marlborough e da lui discendono gli attuali Duchi di Marlborough. Tuttavia i suoi primi discendenti assunsero il cognome di Spencer finché il V Duca di Marlborough, George Spencer, ottenne una speciale autorizzazione reale ad aggiungere al nome Spencer quello addizionale di Churchill divenendo così George Spencer-Churchill, oltre a poter fregiarsi del relativo stemma. Questo doppio cognome è rimasto alla famiglia fino ai nostri giorni, sebbene molti dei membri più famosi hanno preferito utilizzare il solo cognome di "Churchill".

Il VII Duca di Marlborough fu il nonno paterno del primo ministro britannico Sir Winston Churchill (che nacque al Blenheim Palace).

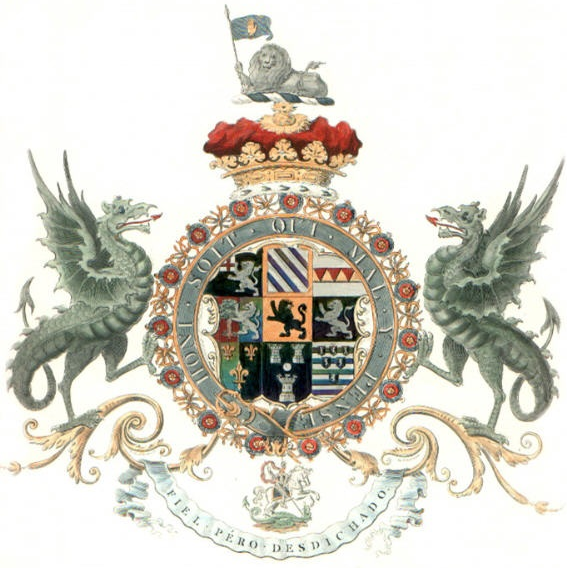
Stemma del I Duca di Marlborough

| Immagine | Nome                                                     | Nascita           | Consorte | Morte           | Note                                                                  | Stemma                          |
| -------- | -------------------------------------------------------- | ----------------- | --- | --------------- | --------------------------------------------------------------------- | ------------------------------- |
|          | John Churchill, I duca di Marlborough                    | 26 maggio 1650    | Sarah Jennings                                                                                                | 16 giugno 1722  | Fu uno dei maggiori generali della storia inglese e mondiale.         | Stemma dei duchi di Marlborough |
|          | Henrietta Churchill, II duchessa di Marlborough          | 19 luglio 1681    | Francis Godolphin, II conte di Godolphin                                                                      | 24 ottobre 1733 | Figlia del primo Duca.                                                | Stemma dei duchi di Marlborough |
|          | Charles I Spencer, III duca di Marlborough               | 22 novembre 1706  | Charles Spencer, III conte di Sunderland                                                                      | 20 ottobre 1758 | Figlio di Lady Anne Churchill, sorella minore della seconda Duchessa. | Stemma dei duchi di Marlborough |
|          | George Spencer, IV duca di Marlborough                   | 26 gennaio 1739   | Lady Caroline Russell                                                                                         | 29 gennaio 1817 | Figlio del terzo Duca, fu un soldato.                                 | Stemma dei duchi di Marlborough |
|          | George Spencer-Churchill, V duca di Marlborough          | 6 marzo 1766      | Lady Susan Stewart                                                                                            | 5 marzo 1840    | Figlio del quarto Duca, fu uomo politico.                             | Stemma dei duchi di Marlborough |
|          | George Spencer-Churchill, VI duca di Marlborough         | 27 dicembre 1793  | Lady Jane Stewart (1819-1844); Charlotte Augusta Flower (1846-1850); Jane Frances Clinton Stewart (1851-1857) | 1º luglio 1857  | Figlio del quinto Duca, fu uomo politico.                             | Stemma dei duchi di Marlborough |
|          | John Spencer-Churchill, VII duca di Marlborough          | 2 giugno 1822     | Lady Frances Anne Vane                                                                                        | 4 luglio 1883   | Figlio del sesto Duca, fu uomo politico.                              | Stemma dei duchi di Marlborough |
|          | George Spencer-Churchill, VIII duca di Marlborough       | 13 maggio 1844    | Albertha Frances Anne Hamilton (1869-1883); Lilian Warren Price (1888-1892)                                   | 9 novembre 1892 | Figlio del settimo Duca.                                              | Stemma dei duchi di Marlborough |
|          | Charles Spencer-Churchill, IX duca di Marlborough        | 13 novembre 1871  | Consuelo Vanderbilt (1895-1921, annullato); Gladys Deacon (1921-1934)                                         | 30 giugno 1934  | Figlio dell'ottavo Duca, fu uomo politico.                            | Stemma dei duchi di Marlborough |
|          | John Spencer-Churchill, X duca di Marlborough            | 18 settembre 1897 | Alexandra Mary Cadogan (1920-1961); Laura Canfield (1972)                                                     | 11 marzo 1972   | Figlio del nono Duca.                                                 | Stemma dei duchi di Marlborough |
|          | John Spencer-Churchill, XI duca di Marlborough           | 13 aprile 1926    | Susan Mary Hornby (1951-1961); Athina Livanou (1961-1971): Rosita Douglas (1972-2008); Lily Sahni (2008-2014) | 16 ottobre 2014 | Figlio del decimo Duca.                                               | Stemma dei duchi di Marlborough |
|          | Charles James Spencer-Churchill, XII duca di Marlborough | 24 novembre 1955  | Rebecca Few Brown (1990-1998); Edla Griffiths (dal 2002)                                                      | Vivente         | Figlio dell'undicesimo Duca.                                          | Stemma dei duchi di Marlborough |

## Ordine di successione

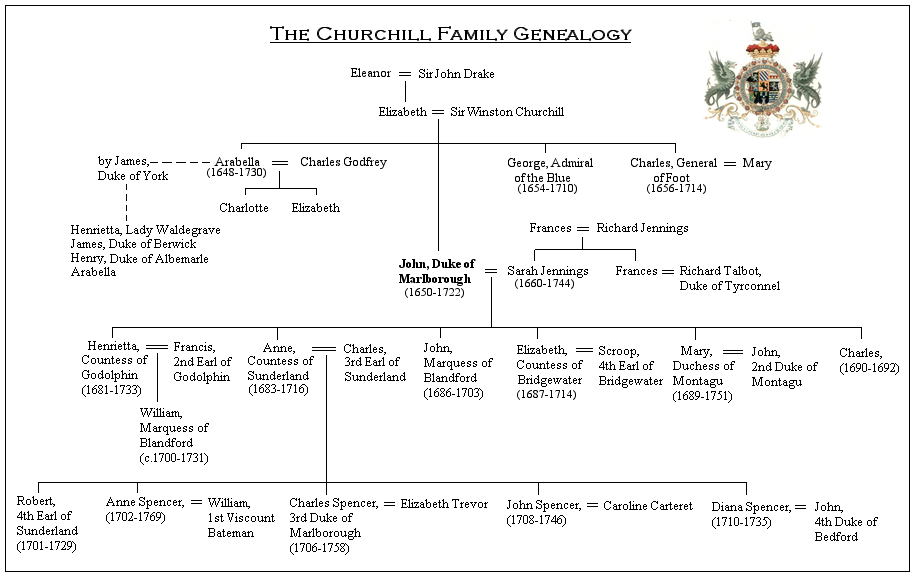
Albero genealogico della famiglia Churchill.

Il Ducato di Marlborough è l'unico nel Regno Unito il cui titolo può ancora essere trasferito per via femminile. Comunque esso non segue una linea di primogenitura preferenziale maschile come gran parte delle altre parìe che possono passare per quella femminile. Esso segue un tipo di semi-legge Salica.
Comunque ora è molto improbabile che un ducato venga ancora ereditato per linea femminile, quando tutti gli eredi maschi di Anne Spencer, Contessa di Sunderland - inclusa la linea dei conti Spencer, così come quella della famiglia Spencer-Churchill - fossero estinti. Se ciò avvenisse i titoli dei Churchill passerebbero ai Duchi di Bedford, quali eredi maschi di Diana Russell, duchessa di Bedford, sorella del III Duca di Marlborough. Se la linea maschile dei successori di Diana si estinguesse, la linea successiva è quella dei Conti di Jersey, successori il lina maschile di Anne Villiers, Contessa di Jersey, figlia di Elizabeth Egerton, duchessa di Bridgewater, una figlia minore del primo Duca.

### Linea di successione
- John Spencer-Churchill, VII duca di Marlborough (1822-1883)
  - George Spencer-Churchill, VIII duca di Marlborough (1844-1892)
    - Charles Spencer-Churchill, IX duca di Marlborough (1871-1934)
      - John Spencer-Churchill, X duca di Marlborough (1897-1972)
        - John Spencer-Churchill, XI duca di Marlborough (1926-2014)
          - Charles James Spencer-Churchill, XII duca di Marlborough (1955)
            - 1. George Spencer-Churchill, Marchese di Blandford (1992)
            - 2. Lord Caspar Spencer-Churchill (2008)

          - 3. Lord Edward Spencer-Churchill (1974)

        - Lord Charles Spencer-Churchill (1940-2016)
          - 4. Rupert Spencer-Churchill (1971)
          - 5. Dominic Spencer-Churchill (1979) 
            - 6. Ivor Spencer-Churchill (2014)

          - 7. Alexander Spencer-Churchill (1983)

      - Lord Ivor Spencer-Churchill (1898-1956)
        - 8. Robert Spencer-Churchill (1954)
          - 9. John Spencer-Churchill (1984)
          - 10. Ivor Spencer-Churchill (1986)

  - Lord Randolph Henry Spencer-Churchill (1849–1895)
    - Sir Winston Churchill (1874–1965)
      - Randolph Frederick Spencer-Churchill (1911–1968)
        - Winston Spencer-Churchill (1940–2010)
          - 11. Randolph Spencer-Churchill (1965)
            - 12. John Spencer-Churchill (2007)

          - 13. John Spencer-Churchill (1975)
            - 14. Edward Spencer-Churchill (2008)
            - 15. Alexander Spencer-Churchill (2014)

## Motto
Il significato del motto Fiel pero desdichado (Fedele ma sfortunato) potrebbe trarre origine dai rovesci subiti dal I Duca a causa della sua lealtà al Re. Insolitamente esso è formulato in lingua spagnola anziché in latino, probabilmente a causa del fatto che il I Duca fu onorato del titolo per la battaglia di Blenheim, che fu decisiva nella guerra di successione spagnola.